# Законоцарствие
Законоцарствие — перевод англоязычного термина Dispensation, которым последователи веры Бахаи называют управление миром со стороны высшей силы, Бога. Это управление осуществляется не только абстрактно, путём «промысла Божиего», направляющего народы и каждого из нас, но и через конкретные законы, данные в Святом Писании действующей на данный момент религии. Например, с момента начала миссии Иисуса Христа и до рождения Ислама длилось Законоцарствие Христа, до момента прихода Баба — Законоцарствие Мухаммада, а мы сейчас живём в Законоцарствие Бахауллы, основателя Веры Бахаи.